# Єва Влаардінгербрук
Єва Лотте Луїза Влаардінгербрук (3 вересня 1996 року, Амстердам) — нідерландська праворадикальна активістка, політична коментаторка й телеперсона. Вона особливо активно висловлюється щодо проблем, пов'язаних з протестами нідерландських фермерів. Відома критикою уряду Нідерландів під керівництвом прем'єр-міністра Марк Рютте.
Вона багаторазово з'являлася з американським консервативним коментатором Такер Карлсон, стверджуючи, що криза в нідерландському фермерстві не є результатом азотної кризи, натомість припускаючи теорію великого заміщення, що є повторюваною темою в її промовах та дискусіях.

## Біографія
Єва Влаардінгербрук народилася в місті Амстердамі. Вивчала право в Утрехтському університеті. Навчалась певний час у Мюнхені в Університеті Людвіга Максиміліана. Здобула ступінь бакалавра. Написала магістерську дисертацію та отримала ступінь магістра з відзнакою.
Після навчання працювала у фракції Форуму за демократію (FVD) в Європейському парламенті в Брюсселі.  На початку 2020 року залишила Брюссель, щоб працювати в Лейдені викладачкою-дослідницею. У жовтні 2020 року журналістка припинила роботу в університеті та дисертацію, щоб повністю зосередитися на політичній кар’єрі.
У 2021 році Влаардінгербрук працювала у Швеції ведучою загальноєвропейського ток-шоу на YouTube-каналі шведського медіаканалу Riks, афілійованого зі шведською політичною партією Sverigedemokraterna. З 1 січня 2022 року почала працювати юрисконсульткою в юридичній фірмі, де займалася питаннями прав людини та цивільних позовів.  
На початку липня 2022 року Влаардінгербрук висловилась про голландську азотну кризу в розмові з Такером Карлсоном на американському телеканалі Fox News. Вона заявила, що це вигадка голландського уряду, який використовуватиме кризу, щоб вкрасти землю у фермерів, щоб побудувати будинки для іммігрантів.

## Політика
Влаардінгербрук увійшла до ФВД у 2016 році  і виступила з промовою проти сучасного фемінізму під час з’їзду партії ФВД у 2019 році. 31 жовтня 2020 року лідер партії Тьєррі Боде оголосив, що Влаардінгербрук буде на п’ятому місці в списку кандидатів FVD до Палати представників.  26 листопада 2020 року Влаардінгербрук оголосила, що стала на бік правління в цьому конфлікті. Пізніше того ж дня вона оголосила, що знімає свою кандидатуру в депутати і припиняє членство в партії. Після цього вона назвала свій час у ФВД "жахливим часом".
У грудні 2019 року Het Parool зазначив, що Влардінгербрук "шокувала феміністичні Нідерланди промовою проти сучасного фемінізму", в якій назвала його "формою жорсткої когнітивної дисонанції". Вона заявила, що "неофеміністки не мають розуміння того, що є ретроградним або проблематичним у мультикультуралізмі, особливо щодо теми, яка їх цікавить: сексизм. Тому цей фемінізм насправді є однією з найбільших фальсифікацій нашого часу". Влардінгербрук отримала різку критику від низки нідерландських коментаторів за свої висловлювання, після того як голландська газета De Volkskrant та деякі їхні журналісти назвали її "щитоносницею ультраправих" та "арійською принцесою", яка становить небезпеку для прав жінок та меншин. В інтерв'ю з Бертом Дейкстра з De Telegraaf, Влардінгербрук дала відповідь, назвавши статтю політично мотивованим "характерним вбивством". Влардінгербрук також висловлювалася проти абортів.
Під час пандемії COVID-19 Влардінгербрук виступала з рішучою критикою локдаунів, мРНК-вакцин та інших обмежень, пов'язаних із COVID-19, заявляючи, що Західний світ "втрачає свою свободу". У січні 2021 року Влардінгербрук з'явилася в прямому ефірі програми Tucker Carlson Tonight, заявивши, що Європа "рухається до нової системи, тиранічного режиму масового спостереження та контролю". Також у 2021 році Влардінгербрук деякий час працювала у Швеції ведучою власного пан'європейського ток-шоу "Let's Talk About It" на YouTube-каналі шведського медіа Riks, яке пов'язане з ультраправою партією Sverigedemokraterna. 1 січня 2022 року вона почала працювати юридичною радницею в юридичній фірмі, де зосередилася на правах людини та цивільних судових справах. Через більше ніж чотири місяці це працевлаштування було припинено.
На початку липня 2022 року Влардінгербрук висловилася щодо нідерландської азотної кризи на американському телеканалі Fox News у розмові з Такером Карлсоном. Посилаючись на теорії змови Велике заміщення і Велике перезавантаження, вона стверджувала, що криза використовується для того, щоб відібрати землю у фермерів з метою побудови на ній будинків для іммігрантів.
Влардінгербрук регулярно з'являється як коментаторка на ток-шоу Марка Стейна на британському телеканалі GB News, а також на правопопулістському YouTube-каналі Achtung, Reichelt! Юліана Райхельта, колишнього головного редактора німецького таблоїда Bild.[джерело?] 11 березня 2023 року Влардінгербрук взяла участь у протесті на підтримку фермерів у Зьойдерпарку проти уряду в Гаазі. На протестах Влардінгербрук заявила, що "наші фермери борються проти найгіршої несправедливості".

## Особисте життя
Батько — музикознавець Кес Вларінгербрук. Виросла в Гілверсумі в християнській родині, мати була католичкою, а батько – протестантом. У квітні 2023 року Влаардінгербрук разом з батьком приєдналася до Римо-Католицької Церкви.
Під час конфлікту у листопаді 2020 року Вларінгербрук публічно виступила проти Тьєррі Боде, який розповів, що мав з нею роман у 2017 році. Тоді Влаардінгербрук заявила, що це була короткочасна інтрижка. До кінця 2020 року вона була у стосунках із Жюльєном Рошеді, французьким письменником, який обіймав посаду президента молодіжного крила Національного фронту. У 2022 році вона заручилася з американським ведучим PragerU Віллом Віттом.